# 24 uur van Le Mans 2000

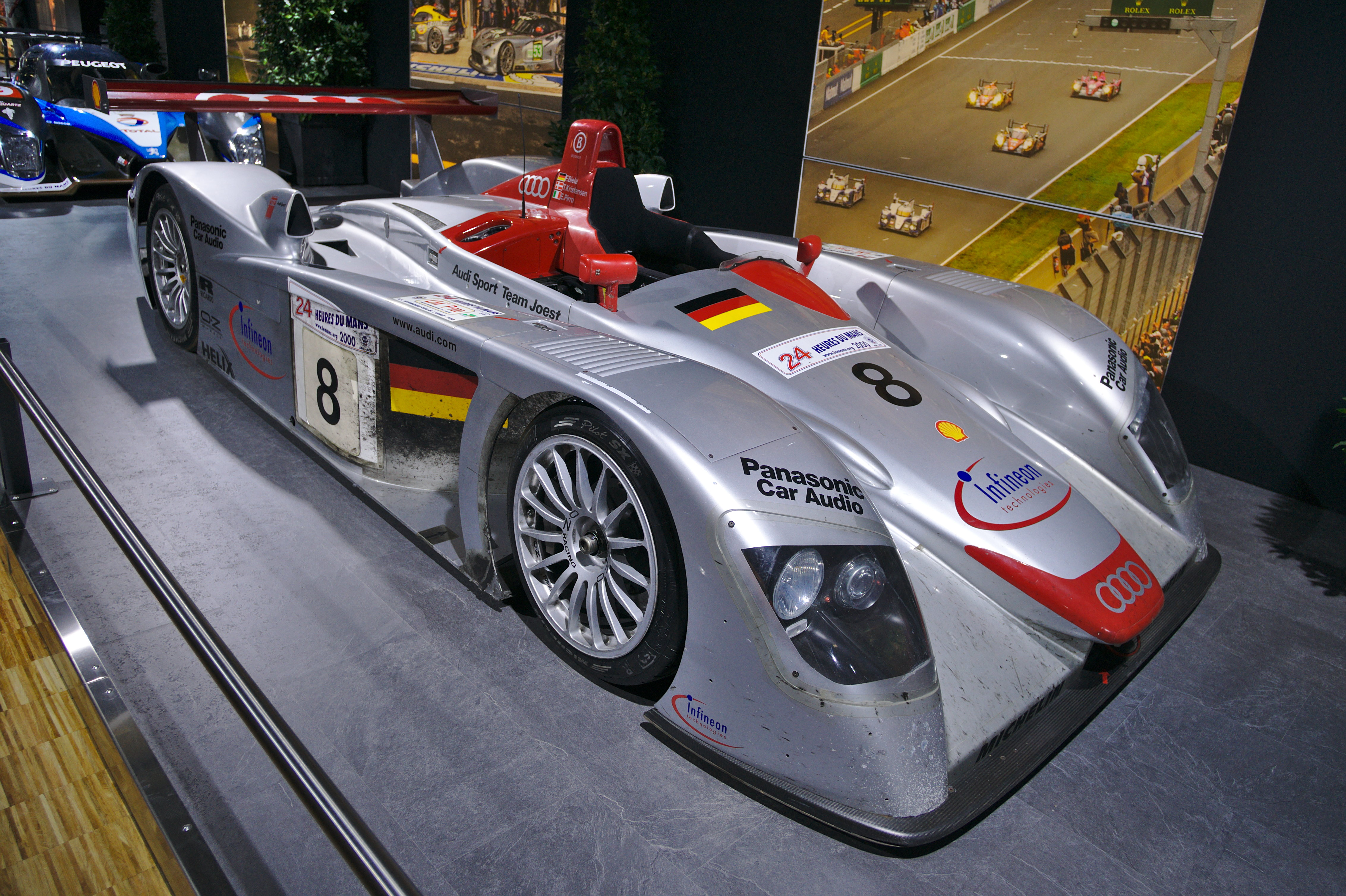
De winnende auto: de Audi R8 #8.

De 24 uur van Le Mans 2000 was de 68e editie van deze endurancerace. De race werd verreden op 17 en 18 juni 2000 op het Circuit de la Sarthe nabij Le Mans, Frankrijk.
De race werd gewonnen door de Audi Sport Team Joest #8 van Frank Biela, Tom Kristensen en Emanuele Pirro. Voor Biela en Pirro was het hun eerste overwinning, terwijl Kristensen zijn tweede Le Mans-zege behaalde. De LMP675-klasse werd gewonnen door de Multimatic Motorsports #32 van Scott Maxwell, John Graham en Greg Wilkins. De LMGTS-klasse werd gewonnen door de Viper Team Oreca #51 van Dominique Dupuy, Olivier Beretta en Karl Wendlinger. De LMGT-klasse werd gewonnen door de Team Taisan Advan #73 van Hideo Fukuyama, Atsushi Yogo en Bruno Lambert.

## Race
Winnaars in hun klasse zijn vetgedrukt. De Dick Barbour Racing #83 werd gediskwalificeerd omdat de brandstoftank niet aan de juiste afmetingen voldeed.
| Pos. | Klasse | No. | Team                      | Coureurs                                                    | Chassis                          | Banden | Ronden |
| Pos. | Klasse | No. | Team                      | Coureurs                                                    | Motor                            | Banden | Ronden |
| ---- | ------ | --- | ------------------------- | ----------------------------------------------------------- | -------------------------------- | ------ | ------ |
| 1    | LMP900 | 8   | Audi Sport Team Joest     | Frank Biela Tom Kristensen Emanuele Pirro                   | Audi R8                          | M      | 368    |
| 1    | LMP900 | 8   | Audi Sport Team Joest     | Frank Biela Tom Kristensen Emanuele Pirro                   | Audi 3.6L Turbo V8               | M      | 368    |
| 2    | LMP900 | 9   | Audi Sport Team Joest     | Laurent Aïello Allan McNish Stéphane Ortelli                | Audi R8                          | M      | 367    |
| 2    | LMP900 | 9   | Audi Sport Team Joest     | Laurent Aïello Allan McNish Stéphane Ortelli                | Audi 3.6L Turbo V8               | M      | 367    |
| 3    | LMP900 | 7   | Audi Sport Team Joest     | Christian Abt Michele Alboreto Rinaldo Capello              | Audi R8                          | M      | 365    |
| 3    | LMP900 | 7   | Audi Sport Team Joest     | Christian Abt Michele Alboreto Rinaldo Capello              | Audi 3.6L Turbo V8               | M      | 365    |
| 4    | LMP900 | 16  | Pescarolo Sport           | Olivier Grouillard Sébastien Bourdais Emmanuel Clérico      | Courage C52                      | M      | 344    |
| 4    | LMP900 | 16  | Pescarolo Sport           | Olivier Grouillard Sébastien Bourdais Emmanuel Clérico      | Peugeot A32 3.2L Turbo V6        | M      | 344    |
| 5    | LMP900 | 12  | Panoz Motorsports         | Johnny O'Connell Hiroki Katoh Pierre-Henri Raphanel         | Panoz LMP-1 Roadster-S           | M      | 342    |
| 5    | LMP900 | 12  | Panoz Motorsports         | Johnny O'Connell Hiroki Katoh Pierre-Henri Raphanel         | Élan 6L8 6.0L V8                 | M      | 342    |
| 6    | LMP900 | 23  | TV Asahi Team Dragon      | Toshio Suzuki Masami Kageyama Masahiko Kageyama             | Panoz LMP-1 Roadster-S           | M      | 340    |
| 6    | LMP900 | 23  | TV Asahi Team Dragon      | Toshio Suzuki Masami Kageyama Masahiko Kageyama             | Élan 6L8 6.0L V8                 | M      | 340    |
| 7    | LMGTS  | 51  | Viper Team Oreca          | Dominique Dupuy Olivier Beretta Karl Wendlinger             | Chrysler Viper GTS-R             | M      | 333    |
| 7    | LMGTS  | 51  | Viper Team Oreca          | Dominique Dupuy Olivier Beretta Karl Wendlinger             | Chrysler 8.0L V10                | M      | 333    |
| 8    | LMP900 | 22  | TV Asahi Team Dragon      | Keiichi Tsuchiya Akira Iida Masahiko Kondō                  | Panoz LMP-1 Roadster-S           | M      | 330    |
| 8    | LMP900 | 22  | TV Asahi Team Dragon      | Keiichi Tsuchiya Akira Iida Masahiko Kondō                  | Élan 6L8 6.0L V8                 | M      | 330    |
| 9    | LMGTS  | 53  | Viper Team Oreca          | David Donohue Ni Amorim Anthony Beltoise                    | Chrysler Viper GTS-R             | M      | 328    |
| 9    | LMGTS  | 53  | Viper Team Oreca          | David Donohue Ni Amorim Anthony Beltoise                    | Chrysler 8.0L V10                | M      | 328    |
| 10   | LMGTS  | 64  | Corvette Racing           | Franck Fréon Andy Pilgrim Kelly Collins                     | Chevrolet Corvette C5-R          | G      | 327    |
| 10   | LMGTS  | 64  | Corvette Racing           | Franck Fréon Andy Pilgrim Kelly Collins                     | Chevrolet LS7R 7.0L V8           | G      | 327    |
| 11   | LMGTS  | 63  | Corvette Racing           | Chris Kneifel Ron Fellows Justin Bell                       | Chevrolet Corvette C5-R          | G      | 326    |
| 11   | LMGTS  | 63  | Corvette Racing           | Chris Kneifel Ron Fellows Justin Bell                       | Chevrolet LS7R 7.0L V8           | G      | 326    |
| 12   | LMGTS  | 52  | Viper Team Oreca          | Tommy Archer Marc Duez Patrick Huisman                      | Chrysler Viper GTS-R             | M      | 324    |
| 12   | LMGTS  | 52  | Viper Team Oreca          | Tommy Archer Marc Duez Patrick Huisman                      | Chrysler 8.0L V10                | M      | 324    |
| 13   | LMGTS  | 57  | Carsport Holland          | Mike Hezemans David Hart Hans Hugenholtz jr.                | Chrysler Viper GTS-R             | M      | 317    |
| 13   | LMGTS  | 57  | Carsport Holland          | Mike Hezemans David Hart Hans Hugenholtz jr.                | Chrysler 8.0L V10                | M      | 317    |
| 14   | LMGTS  | 60  | Konrad Motorsport         | Charles Slater Tommy Kendall Jürgen von Gartzen             | Porsche 911 GT2                  | D      | 317    |
| 14   | LMGTS  | 60  | Konrad Motorsport         | Charles Slater Tommy Kendall Jürgen von Gartzen             | Porsche 3.8L Turbo Flat-6        | D      | 317    |
| 15   | LMP900 | 11  | Panoz Motorsports         | David Brabham Jan Magnussen Mario Andretti                  | Panoz LMP-1 Roadster-S           | M      | 315    |
| 15   | LMP900 | 11  | Panoz Motorsports         | David Brabham Jan Magnussen Mario Andretti                  | Élan 6L8 6.0L V8                 | M      | 315    |
| 16   | LMGT   | 73  | Team Taisan Advan         | Hideo Fukuyama Atsushi Yogo Bruno Lambert                   | Porsche 911 GT3-R                | Y      | 310    |
| 16   | LMGT   | 73  | Team Taisan Advan         | Hideo Fukuyama Atsushi Yogo Bruno Lambert                   | Porsche 3.6L Flat-6              | Y      | 310    |
| 17   | LMGT   | 82  | Skea Racing International | Johnny Mowlem David Murry Sascha Maassen                    | Porsche 911 GT3-R                | P      | 304    |
| 17   | LMGT   | 82  | Skea Racing International | Johnny Mowlem David Murry Sascha Maassen                    | Porsche 3.6L Flat-6              | P      | 304    |
| 18   | LMGT   | 76  | Seikel Motorsport         | Max Cohen-Olivar Michel Neugarten Anthony Burgess           | Porsche 911 GT3-R                | D      | 302    |
| 18   | LMGT   | 76  | Seikel Motorsport         | Max Cohen-Olivar Michel Neugarten Anthony Burgess           | Porsche 3.6L Flat-6              | D      | 302    |
| 19   | LMP900 | 3   | DAMS                      | Éric Bernard Emmanuel Collard Franck Montagny               | Cadillac Northstar LMP           | P      | 300    |
| 19   | LMP900 | 3   | DAMS                      | Éric Bernard Emmanuel Collard Franck Montagny               | Cadillac Northstar 4.0L Turbo V8 | P      | 300    |
| 20   | LMP900 | 6   | Mopar Team Oreca          | Didier Theys Jeffrey Van Hooydonk Didier André              | Reynard 2KQ-LM                   | M      | 292    |
| 20   | LMP900 | 6   | Mopar Team Oreca          | Didier Theys Jeffrey Van Hooydonk Didier André              | Mopar 6.0L V8                    | M      | 292    |
| 21   | LMP900 | 1   | Team Cadillac             | Franck Lagorce Butch Leitzinger Andy Wallace                | Cadillac Northstar LMP           | P      | 291    |
| 21   | LMP900 | 1   | Team Cadillac             | Franck Lagorce Butch Leitzinger Andy Wallace                | Cadillac Northstar 4.0L Turbo V8 | P      | 291    |
| 22   | LMP900 | 2   | Team Cadillac             | Wayne Taylor Max Angelelli Eric van de Poele                | Cadillac Northstar LMP           | P      | 287    |
| 22   | LMP900 | 2   | Team Cadillac             | Wayne Taylor Max Angelelli Eric van de Poele                | Cadillac Northstar 4.0L Turbo V8 | P      | 287    |
| 23   | LMGT   | 79  | Perspective Racing        | Thierry Perrier Jean-Louis Ricci Romano Ricci               | Porsche 911 GT3-R                | P      | 286    |
| 23   | LMGT   | 79  | Perspective Racing        | Thierry Perrier Jean-Louis Ricci Romano Ricci               | Porsche 3.6L Flat-6              | P      | 286    |
| 24   | LMGT   | 80  | M1 Club-Renstal Excelsior | Philippe Verellen Rudi Penders Kurt Dujardyn                | Porsche 911 GT3-R                | P      | 285    |
| 24   | LMGT   | 80  | M1 Club-Renstal Excelsior | Philippe Verellen Rudi Penders Kurt Dujardyn                | Porsche 3.6L Flat-6              | P      | 285    |
| 25   | LMP675 | 32  | Multimatic Motorsports    | Scott Maxwell John Graham Greg Wilkins                      | Lola B2K/40                      | P      | 274    |
| 25   | LMP675 | 32  | Multimatic Motorsports    | Scott Maxwell John Graham Greg Wilkins                      | Nissan-AER VQL 3.0L V6           | P      | 274    |
| 26   | LMP675 | 36  | Rachel Welter             | Richard Balandras Yojiro Terada Sylvain Boulay              | WR LMP                           | M      | 266    |
| 26   | LMP675 | 36  | Rachel Welter             | Richard Balandras Yojiro Terada Sylvain Boulay              | Peugeot 2.0L Turbo I4            | M      | 266    |
| 27   | LMGT   | 75  | Manthey Racing            | Michael Brockman Mike Lauer Gunnar Jeannette                | Porsche 911 GT3-R                | D      | 261    |
| 27   | LMGT   | 75  | Manthey Racing            | Michael Brockman Mike Lauer Gunnar Jeannette                | Porsche 3.6L Flat-6              | D      | 261    |
| NC   | LMP900 | 10  | Team Den Blå Avis         | John Nielsen Mauro Baldi Klaus Graf                         | Panoz LMP-1 Roadster-S           | P      | 205    |
| NC   | LMP900 | 10  | Team Den Blå Avis         | John Nielsen Mauro Baldi Klaus Graf                         | Élan 6L8 6.0L V8                 | P      | 205    |
| DNF  | LMGTS  | 59  | Freisinger Motorsport     | Wolfgang Kaufmann Yukihiro Hane Katsunori Iketani           | Porsche 911 GT2                  | D      | 313    |
| DNF  | LMGTS  | 59  | Freisinger Motorsport     | Wolfgang Kaufmann Yukihiro Hane Katsunori Iketani           | Porsche 3.8L Turbo Flat-6        | D      | 313    |
| DNF  | LMGT   | 81  | Haberthur Racing          | Gabrio Rosa Michel Ligonnet Fabio Babini                    | Porsche 911 GT3-R                | P      | 310    |
| DNF  | LMGT   | 81  | Haberthur Racing          | Gabrio Rosa Michel Ligonnet Fabio Babini                    | Porsche 3.6L Flat-6              | P      | 310    |
| DNF  | LMP900 | 17  | SMG Compétition           | Philippe Gache Gary Formato Didier Cottaz                   | Courage C60                      | P      | 219    |
| DNF  | LMP900 | 17  | SMG Compétition           | Philippe Gache Gary Formato Didier Cottaz                   | Judd GV4 4.0L V10                | P      | 219    |
| DNF  | LMGTS  | 56  | Team Goh                  | Walter Brun Toni Seiler Christian Gläsel                    | Chrysler Viper GTS-R             | M      | 210    |
| DNF  | LMGTS  | 56  | Team Goh                  | Walter Brun Toni Seiler Christian Gläsel                    | Chrysler 8.0L V10                | M      | 210    |
| DNF  | LMGTS  | 54  | Paul Belmondo Racing      | Boris Derichebourg Guy Martinolle Jean-Claude Lagniez       | Chrysler Viper GTS-R             | D      | 180    |
| DNF  | LMGTS  | 54  | Paul Belmondo Racing      | Boris Derichebourg Guy Martinolle Jean-Claude Lagniez       | Chrysler 8.0L V10                | D      | 180    |
| DNF  | LMP900 | 15  | Thomas Bscher Promotion   | Thomas Bscher Geoff Lees Jean-Marc Gounon                   | BMW V12 LM                       | G      | 180    |
| DNF  | LMP900 | 15  | Thomas Bscher Promotion   | Thomas Bscher Geoff Lees Jean-Marc Gounon                   | BMW S70 6.0L V12                 | G      | 180    |
| DNF  | LMP675 | 35  | Gerard Welter             | Xavier Pompidou Stéphane Daoudi Jean-Bernard Bouvet         | WR LMP                           | M      | 169    |
| DNF  | LMP675 | 35  | Gerard Welter             | Xavier Pompidou Stéphane Daoudi Jean-Bernard Bouvet         | Peugeot 2.0L Turbo I4            | M      | 169    |
| DNF  | LMP900 | 21  | Team Rafanelli SRL        | Domenico Schiattarella Didier de Radiguès Emanuele Naspetti | Lola B2K/10                      | M      | 154    |
| DNF  | LMP900 | 21  | Team Rafanelli SRL        | Domenico Schiattarella Didier de Radiguès Emanuele Naspetti | Judd GV4 4.0L V10                | M      | 154    |
| DNF  | LMP900 | 24  | Johansson-Matthews Racing | Stefan Johansson Guy Smith Jim Matthews                     | Reynard 2KQ-LM                   | Y      | 133    |
| DNF  | LMP900 | 24  | Johansson-Matthews Racing | Stefan Johansson Guy Smith Jim Matthews                     | Judd GV4 4.0L V10                | Y      | 133    |
| DNF  | LMGT   | 72  | Racing Engineering        | Tomás Saldaña Jesús Diez Villaroel Giovanni Lavaggi         | Porsche 911 GT3-R                | D      | 78     |
| DNF  | LMGT   | 72  | Racing Engineering        | Tomás Saldaña Jesús Diez Villaroel Giovanni Lavaggi         | Porsche 3.6L Flat-6              | D      | 78     |
| DNF  | LMP675 | 34  | ROC                       | Jordi Gené Jean-Christophe Boullion Jérôme Policand         | Reynard 2KQ-LM                   | M      | 72     |
| DNF  | LMP675 | 34  | ROC                       | Jordi Gené Jean-Christophe Boullion Jérôme Policand         | Volkswagen HPT16 2.0L Turbo I4   | M      | 72     |
| DNF  | LMP675 | 33  | ROC                       | Ralf Kelleners David Terrien Jean-Denis Delétraz            | Reynard 2KQ-LM                   | M      | 44     |
| DNF  | LMP675 | 33  | ROC                       | Ralf Kelleners David Terrien Jean-Denis Delétraz            | Volkswagen HPT16 2.0L Turbo I4   | M      | 44     |
| DNF  | LMP900 | 20  | Konrad Motorsport         | Jan Lammers Tom Coronel Peter Kox                           | Lola B2K/10                      | D      | 38     |
| DNF  | LMP900 | 20  | Konrad Motorsport         | Jan Lammers Tom Coronel Peter Kox                           | Ford-Roush 6.0L V8               | D      | 38     |
| DNF  | LMGT   | 77  | Larbre Compétition        | Patrice Goueslard Christophe Bouchut Jean-Luc Chéreau       | Porsche 911 GT3-R                | M      | 34     |
| DNF  | LMGT   | 77  | Larbre Compétition        | Patrice Goueslard Christophe Bouchut Jean-Luc Chéreau       | Porsche 3.6L Flat-6              | M      | 34     |
| DNF  | LMGT   | 78  | Jean-Luc Maury-Laribière  | Jean-Luc Maury-Laribière Bernard Chauvin Angelo Zadra       | Porsche 911 GT3-R                | D      | 32     |
| DNF  | LMGT   | 78  | Jean-Luc Maury-Laribière  | Jean-Luc Maury-Laribière Bernard Chauvin Angelo Zadra       | Porsche 3.6L Flat-6              | D      | 32     |
| DNF  | LMP675 | 30  | Didier Bonnet             | Patrick Lemarié Jean-Francois Yvon Yann Goudy               | Debora LMP2000                   | A      | 24     |
| DNF  | LMP675 | 30  | Didier Bonnet             | Patrick Lemarié Jean-Francois Yvon Yann Goudy               | BMW 3.2L I6                      | A      | 24     |
| DNF  | LMGT   | 71  | Michael Colucci Racing    | Shane Lewis Cort Wagner Bob Mazzuoccola                     | Porsche 911 GT3-R                | M      | 22     |
| DNF  | LMGT   | 71  | Michael Colucci Racing    | Shane Lewis Cort Wagner Bob Mazzuoccola                     | Porsche 3.6L Flat-6              | M      | 22     |
| DNF  | LMP900 | 4   | DAMS                      | Marc Goossens Christophe Tinseau Kristian Kolby             | Cadillac Northstar LMP           | P      | 4      |
| DNF  | LMP900 | 4   | DAMS                      | Marc Goossens Christophe Tinseau Kristian Kolby             | Cadillac Northstar 4.0L Turbo V8 | P      | 4      |
| DNF  | LMP900 | 5   | Mopar Team Oreca          | Yannick Dalmas Nicolas Minassian Jean-Philippe Belloc       | Reynard 2KQ-LM                   | M      | 1      |
| DNF  | LMP900 | 5   | Mopar Team Oreca          | Yannick Dalmas Nicolas Minassian Jean-Philippe Belloc       | Mopar 6.0L V8                    | M      | 1      |
| DSQ  | LMGT   | 83  | Dick Barbour Racing       | Dirk Müller Lucas Luhr Bob Wollek                           | Porsche 911 GT3-R                | M      | 319    |
| DSQ  | LMGT   | 83  | Dick Barbour Racing       | Dirk Müller Lucas Luhr Bob Wollek                           | Porsche 3.6L Flat-6              | M      | 319    |

1923 · 1924 · 1925 · 1926 · 1927 · 1928 · 1929 · 1930 · 1931 · 1932 · 1933 · 1934 · 1935 · 1936 · 1937 · 1938 · 1939 · 1940 - 1948 · 1949 · 1950 · 1951 · 1952 · 1953 · 1954 · 1955 (Ramp) · 1956 · 1957 · 1958 · 1959 · 1960 · 1961 · 1962 · 1963 · 1964 · 1965 · 1966 · 1967 · 1968 · 1969 · 1970 · 1971 · 1972 · 1973 · 1974 · 1975 · 1976 · 1977 · 1978 · 1979 · 1980 · 1981 · 1982 · 1983 · 1984 · 1985 · 1986 · 1987 · 1988 · 1989 · 1990 · 1991 · 1992 · 1993 · 1994 · 1995 · 1996 · 1997 · 1998 · 1999 · 2000 · 2001 · 2002 · 2003 · 2004 · 2005 · 2006 · 2007 · 2008 · 2009 · 2010 · 2011 · 2012 · 2013 · 2014 · 2015 · 2016 · 2017 · 2018 · 2019 · 2020 · 2021 · 2022 · 2023 · 2024